# Mâna și aparatul
Mâna și aparatul este o pictură în ulei din 1926 a pictorului suprarealist spaniol Salvador Dalí. Pictura se află în prezent la Muzeul Salvador Dalí, St. Petersburg, Florida, SUA. Această lucrare este împrumutată din colecția domnului și doamnei Reynolds Morse.

## Descriere
Această operă de artă suprarealistă prezintă o figură geometrică cu o mână roșie tumescentă care iese din cap. Figura este compusă din conuri și triunghiuri. În jurul structurii se află imagini fantomatice ale unor figuri și torsuri feminine nud suprapuse pe un peisaj de vis albastru, acvatic. Această lucrare a fost realizată la întoarcerea lui Dalí după 9 luni de serviciu militar. În timpul carierei sale militare, Dalí a început să experimenteze noi subiecte pentru lucrările sale. Aparatul din titlu se referă la figura geometrică care este structurată foarte asemănător cu forma umană. Figura are analogii ale brațelor și picioarelor umane, un ochi și un cap. Ființa triunghiulară este sprijinită pe ceea ce pare a fi un baston, care a fost un laitmotiv în opera lui Dalí reprezentând fragilitatea somnului.
Mâna din vârful capului figurii este o referință la onanism, care era o temă comună în lucrările sale din acea perioadă. Această perioadă a carierei lui Dalí este denumită „perioada freudiană”. Aceasta a avut loc în timpul mișcării Avant-Garde, care era puternic influențată de scrierile lui Freud. Imaginile feminine care înconjoară figura geometrică sunt reprezentative pentru gândurile din mintea Aparatului. Aceste imagini reprezintă procesele de gândire erotice delirante ale artistului, care a fost, de asemenea, o temă predominantă a operei sale.
În stânga bărbatului geometric se află imaginea unui măgar ridicat pe picioarele din spate. Măgarul este mistuit de o hoardă de muște care îi atacă burta. Acest lucru indică descompunerea creaturii. În dreapta structurii se află o femeie în postură clasică, care contrastează cu simplitatea geometrică a imaginii centrale.